# Argenis Chávez
Argenis Chávez Frías (* 3. Juli 1958 in Sabaneta) ist ein Bruder von Hugo Chávez Frías und seit dessen Amtsantritt als Präsident von Venezuela Politiker.
Chávez ist ein Sohn von Hugo de los Reyes Chávez, einem venezolanischen Dorfschullehrer und Politiker.
Argenis Chávez hat oft wegen Korruptionsvorwürfe öffentliche Aufmerksamkeit erlangt. Er war Sekretär des Bundesstaates Barinas, als sein Vater, Hugo de los Reyes Chávez, Gouverneur war.
2011 wurde er zum Vizeminister der Elektrizitätsentwicklung im von Hugo Chávez errichteten Ministerium der Volksmacht für die elektrische Energie ernannt. Der Abgeordneter Wilmer Azuaje hatte Anklagen gegen Argenis Chávez und andere Mitglieder der Chávez-Familie seit 2005 erhoben, diese Anklagen wurden aber immer vom Gericht abgelehnt. Im Jahr 2008 wurde wieder eine Anklage wegen Verleumdung erhoben, sie wurde aber auch zurückgewiesen.